# Graach an der Mosel
Graach an der Mosel là một đô thị ở huyện Bernkastel-Wittlich, trong bang Rheinland-Pfalz, Đô thị Graach an der Mosel có diện tích 8,64 km², dân số thời điểm ngày 31 tháng 12 năm 2006 là 723 người.